# C. Bechstein Pianofortefabrik AG

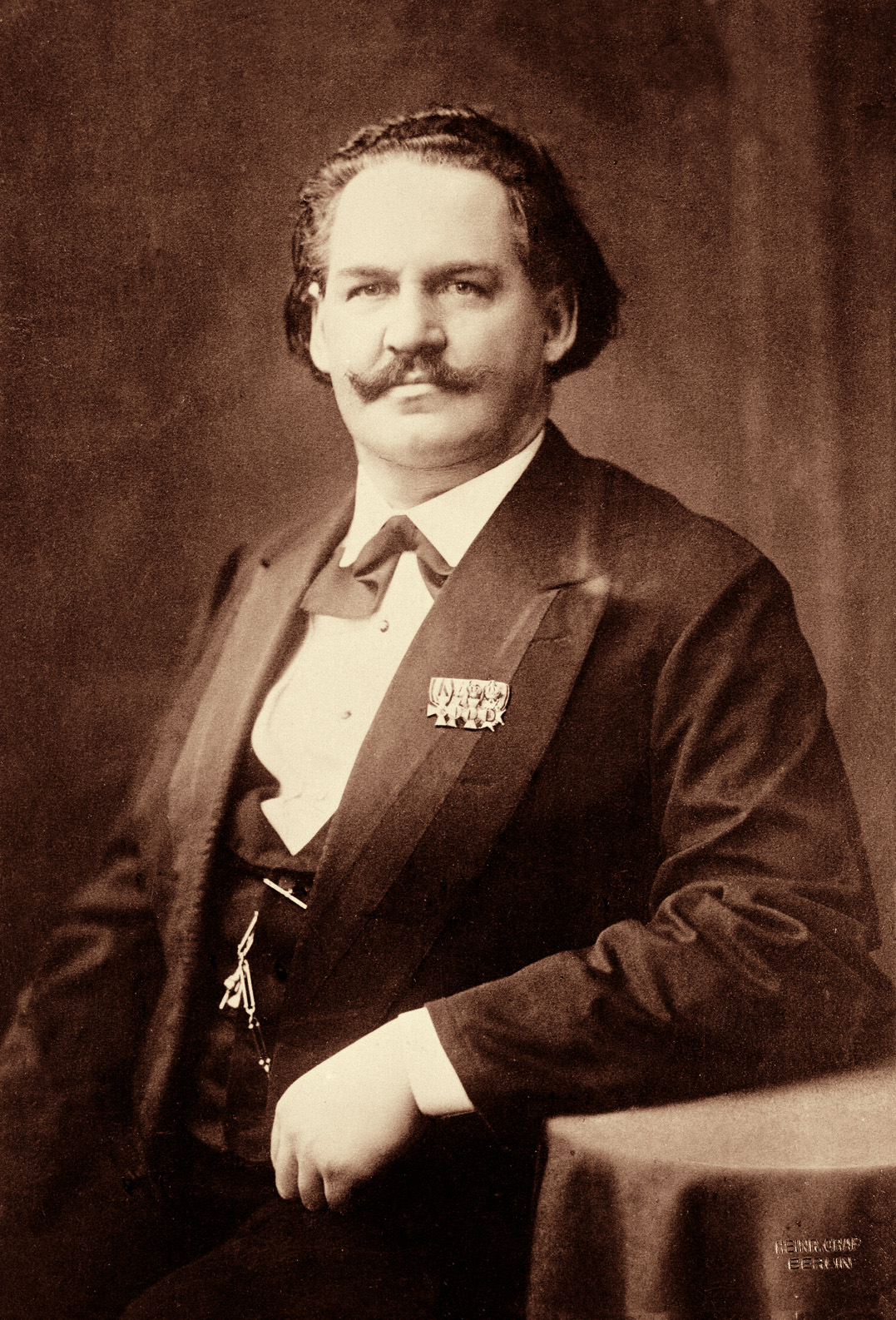
Carl Bechstein

C. Bechstein Pianofortefabrik AG of kortweg Bechstein is een vooraanstaande Duitse piano- en vleugelfabrikant. De firma is gevestigd in Berlijn, waar ze in 1853 is opgericht als een pianoforte fabrikant. In 1974 is Bechstein overgenomen door de Amerikaanse pianofabrikant Baldwin. De productie bleef echter onder eigen naam in Duitsland gehandhaafd. Er vonden een aantal overnames plaats, waaronder in 1991 de fabrikant Hoffmann en in 1992 de fabrikant Zimmermann. Anno 2006 vindt de productie plaats in de voormalige Zimmermannfabriek te Seifhennersdorf in Duitsland.
Carl Bechstein ontdekte de geheimen van de Engelse en Franse pianomakerij, hij wilde piano-instrumenten realiseren die robuust en virtuoos klinken en een fijngevoelige aanslag hebben. De pianoforte is een gerevolutioneerd instrument, en een van de eerste die echte betekenis aan muzikale expressie geven.
Deze vleugels worden gekenmerkt door een krachtige en toch ook lichtgevoelige klank bij aanslag, en een doordringende, zingende toon.

## Geschiedenis

### Begin
Carl Bechstein begon de pianofortefabriek als eenmansbedrijf. Tot 1859 leverde hij 176 instrumenten af. Zijn eerste concertvleugel bouwde hij in 1856 voor de pianist Hans Guido von Bülow. Dit instrument heeft nummer 100, maar dit kan gezien de productieaantallen niet goed zijn, en heeft waarschijnlijk een cosmetische reden. Door de voor die tijd ongewone stabiliteit van de gebruikte materialen en de grote belastbaarheid van de instrumenten werd de naam Bechstein snel bekend. Vanaf 1860 breidde Bechstein zijn bedrijf uit. Aan het eind van de jaren ‘60 van de 19e eeuw begon hij met de export naar o.a. Engeland en Rusland. Vanaf 1870 bedroeg de jaarlijkse productie 500 stuks. In 1882 werd een tweede fabriek in Berlijn geopend, in 1885 een filiaal in Londen en ten slotte een derde fabriek in Berlijn.
In Londen werd een eigen concertzaal, de Bechstein hall, gebouwd, die in 1901 voltooid werd. Na het uitbreken van de Eerste Wereldoorlog en de daaropvolgende onteigening en sluiting, werd deze zaal in 1917 omgedoopt tot Wigmore Hall en voor concerten heropend.
Verder bouwde Bechstein concertzalen in Parijs en Sint-Petersburg.

### Na de dood van de oprichter

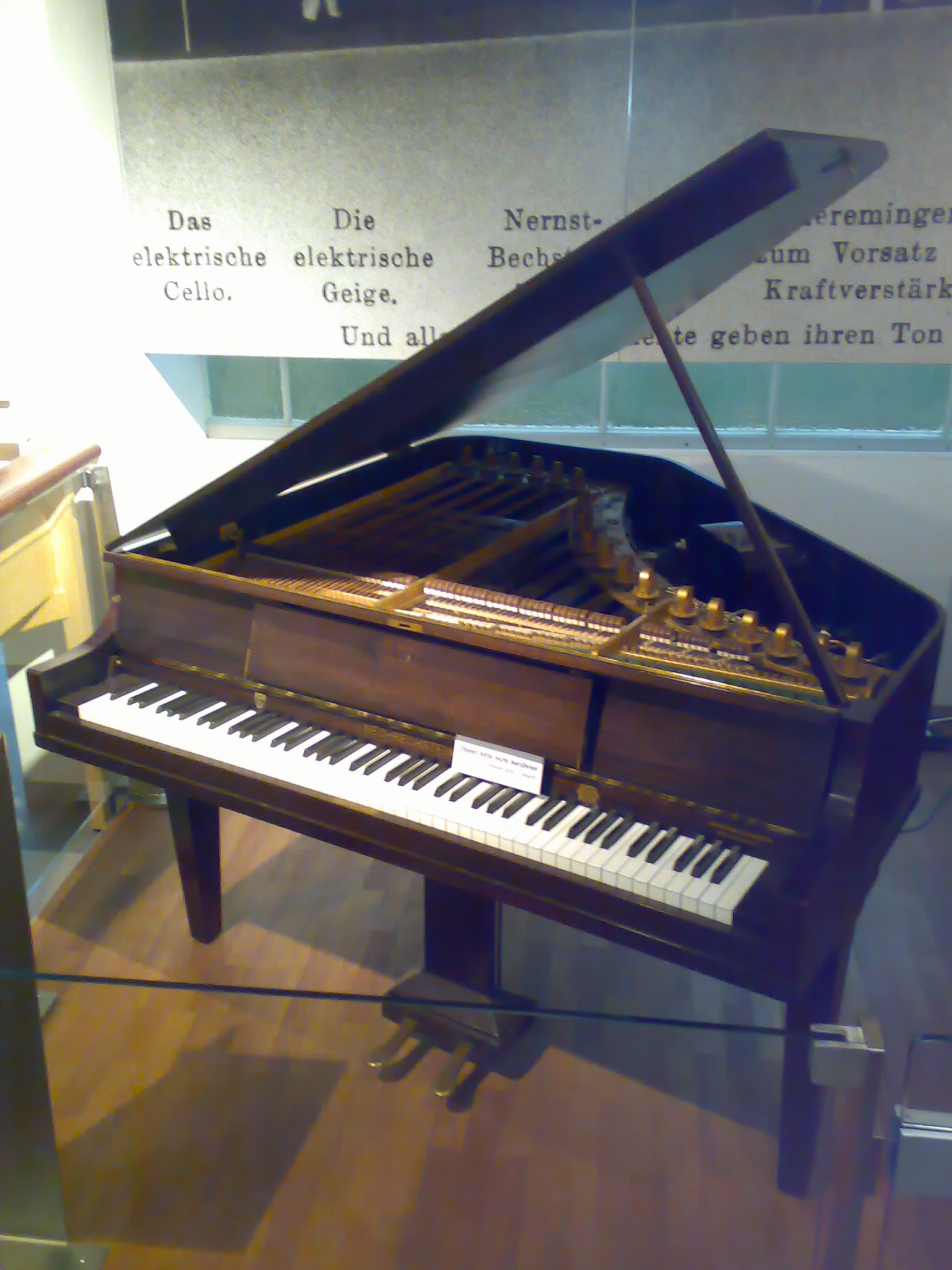
Neo Bechstein Vleugel in het Technisch museum in Wenen

Na de dood van Carl Bechstein in 1900 namen zijn zonen Edwin (geboren 1859), Carl junior (1860) en Johannes (1863) de onderneming over. Edwin nam de leiding over de bouw van instrumenten, Carl de bedrijfsleiding. Johannes stierf al in 1906. Het bedrijf had in 1903 800 werknemers en fabriceerde 4500 instrumenten per jaar. In datzelfde jaar werd een vestiging in Parijs geopend. In 1906 werd het bedrijf een Vennootschap onder firma.
In 1916, tijdens de Eerste Wereldoorlog werden de buitenlandse filialen van Bechstein onteigend. De Engelse regering had de liquidatie van alle Duitse filialen bevolen. Ook in Frankrijk gebeurde dit.
In 1923 werd de onderneming in een naamloze vennootschap omgezet. Deze gelegenheid werd door Edwin en zijn vrouw Helene Bechstein benut om zich weer in de onderneming in te kopen (Edwin had zich in 1916 na een conflict met zijn broer uit laten kopen). Helenes activiteiten droegen niet bij aan het bedrijf. Door haar onverholen antisemitisme kwetste zij enkele belangrijke klanten. Zij behoorde tot de kring, die de toen alleen lokaal bekende Adolf Hitler financieel ondersteunde. In 1929, toen de economische crisis begon, ging het slechts redelijk met de onderneming. Toch werd voor de wereldtentoonstelling in Barcelona een vergulde Bechstein-vleugel ter beschikking gesteld. Men construeerde de eerste elektro-akoestische vleugel, de Neo-Bechstein, die het musiceren in huiselijke kring moest stimuleren. Toch liep de productie van instrumenten tussen 1935 en 1940 terug naar 3.900 stuks per jaar. Gedurende de Tweede Wereldoorlog werd een afdeling voor propellerbouw opgericht.

### Na de Tweede Wereldoorlog
Na de Tweede Wereldoorlog werd vanwege de nauwe banden met het naziregime door het Amerikaanse bestuur beslag gelegd op de firma Bechstein. Helene Bechstein, geboren Capito, schoondochter van de oprichter en mede-eigenaresse van de firma, was een vereerster van Hitler. "Ik zou willen dat hij mijn zoon was", citeerde de Hitlerbiograaf Konrad Heiden haar. De beslaglegging werd in 1951 door de Amerikaanse beheermaatschappij opgeheven. De afzet bleef in die tijd bescheiden. Wel kon de onderneming in 1953 zijn honderdjarig bestaan glansrijk vieren. In 1959 werd een tweede fabriek in Karlsruhe gesticht. Deze fabriek en die in Berlijn produceerden in de jaren zestig van de twintigste eeuw ieder ongeveer 1000 instrumenten. Er werd ook nog een vestiging in Eschelbronn gesticht.
In 1973 werd de firma in een besloten vennootschap veranderd. Doordat de leiding daarvan bij Amerikanen lag, opende tevens de mogelijkheid nieuwe markten in de Verenigde Staten te ontsluiten.

### Tegenwoordige tijd
In 1986 kocht de Duitse ondernemer en pianobouwer Karl Schulze het traditiemerk van de Amerikaanse eigenaars en concentreerde de productie in Berlijn-Kreuzberg. De productie in Karlruhe en Eschelbronn werd beëindigd. In 1990 werden de merken Euterpe en W. Hoffmann, die tot de firma Feurich' behoorden, in de Bechstein groep geïntegreerd, en in 1992 werd de VEB Sächsische Pianofortefabrik in Seifhennersdorf in Saksen overgenomen, en daarmee ook het daar geproduceerde merk Zimmermann. Nadat de Berlijnse senaat de productiegebouwen had teruggenomen, werd de productie naar Seifhennersdorf bij de Tsjechische grens verplaatst.
In 1996 werd de onderneming weer in een naamloze vennootschap omgezet en in 1997 kreeg zij een beursnotering. De sterke internationale oriëntatie en het doel de Aziatische en Amerikaanse markten te ontsluiten leidde tot een strategisch partnerschap met de Koreaanse instrumentenbouwer Samick. Er volgde een aandelenruil met wederzijdse deelname.
Door twee kapitaalinjecties werd het aandeel van de voormalige meerderheidsaandeelhouder Samick tot 19% gereduceerd.

## Productielocaties en merken
In Seifhennersdorf en Berlijn worden de merken C. Bechstein en Bechstein Academy geproduceerd. De merken zijn dus voor 100% van Duitse makelij, enkel het hout voor de zangbodem is afkomstig uit Italië.
Het merk W. Hofmann met piano’s variërend van de beginnersklasse (Vision-serie) tot de hogere middenklasse (Professional-serie) wordt in Tsjechië door het daar gevestigde dochterbedrijf gefabriceerd naar de strikte specificaties van C. Bechstein. De standaardklasse Euterpe wordt de laatste twee jaar voor 90% ook in Tsjechië geproduceerd en 10% in Indonesië.
De piano’s van de merken Wilh. Steinmann en Zimmermann zijn van de instap- en beginnersklasse en worden geproduceerd in China.

## Sponsoring
Met de pianist Vladimir Asjkenazi vond in maart 2006 het "1e Internationale Carl Bechstein Pianoconcours - Ruhr" plaats aan de Folkwang Hochshule in Essen. De winnaars kregen een geldprijs en concertengagementen.